# Andreas Matthiæ Tolstadius
Andreas Matthiæ Tolstadius, född i Tolfta församling, död 7 augusti 1659 i Riddarholmens församling, Stockholm, var en svensk präst.

## Biografi
Andreas Tolstadius föddes i Ersta by i Tolfta församling. Han blev 12 november 1625 student vid Uppsala universitet och blev 1638 notarie vid universitetet. Tolstadius avlade magisterexamen vid universitet 29 januari 1639. Han blev teologieadjunkt i Uppsala församling 1641 och assessor i Uppsala domkapitel 1642. Han blev 3 september 1643 lektor i matematik vid Stockholms gymnasium och 1643 lektor i teologi vid gymnasiet. Den 10 mars 1648 blev Tolstadius kyrkoherde i Riddarholmens församling, tillträde 1 maj 1648. Tolstadius avled 1659 i Riddarholmens församling och begravdes 14 augusti samma år i Riddarholmskyrkans sakristia.
Tolstadius var riksdagsman vid riksdagen 1647 och riksdagen 1655.

### Familj
Tolstadius var gift med Karin Ludvigsdotter (död 1672). De fick tillsammans barnen Malin Tolstadius (född 1649), Carl Gustaf Tolstadius (född 1650), Ingeborg Tolstadius (1652–1729) som var gift med kassören Elof Tersér, kyrkoherden Ludvig Tolstadius (1654–1721) i Kristinehamns församling och Andreas Tolstadius (1657–1662). Efter Andreas Tolstadius gifte Karin Ludvigsdotter om sig med rådmannen Henrik Andersson Sparin i Stockholm.